# Henoceros caudatus
Henoceros caudatus is een raderdiertjessoort uit de familie Philodinavidae. De wetenschappelijke naam van deze soort is voor het eerst geldig gepubliceerd in 1937 door Hauer.